# 小行星15617
小行星15617（15617 Fallowfield）是一颗绕太阳运转的小行星，为主小行星带小行星。该小行星于2000年4月27日发现。

## 轨道参数
小行星15617的轨道半长轴为2.2978233 UA，离心率为0.111。